# Gregor Adlercreutz
Gregor Nils Henric Adlercreutz (Stoccolma, 16 agosto 1898 – Strömsholm, 3 giugno 1944) è stato un cavaliere svedese.

## Palmarès
- Bronzo a Berlino 1936 nel dressage a squadre.